# 斯达塔母神
斯达塔母神（英語：Stata Mater）古罗马宗教和神话中的女性神祇之一。在古罗马得到广泛崇拜与供奉，其事迹反映于相关古典作家之著述，具有重要地影响与积极意义。